# Ali Ferzat

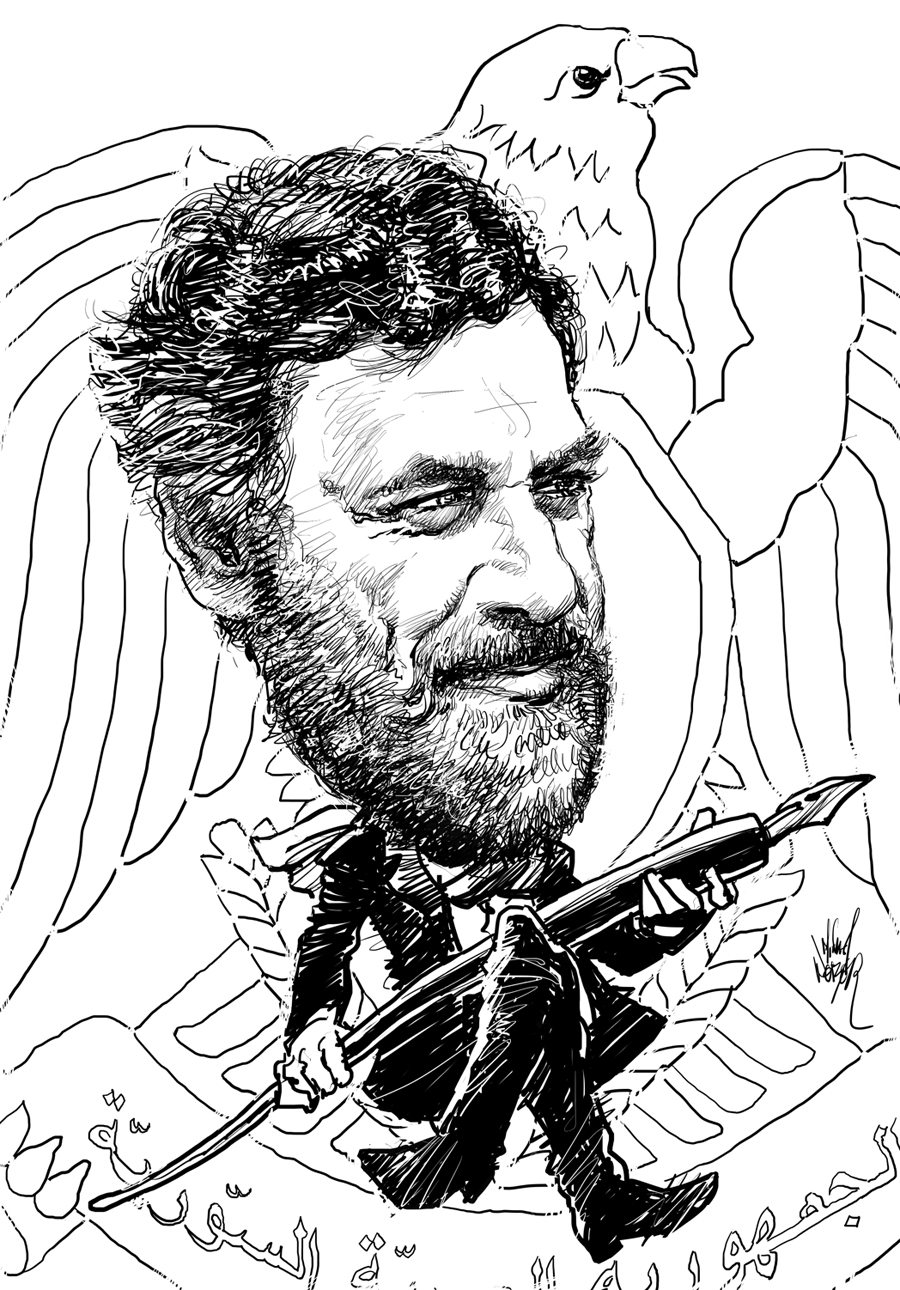
Porträt des Ali Ferzat aus Michael Netzers Portraits of the Creators Sketchbook

Ali Ferzat (arabisch علي فرزات; * 22. Juni 1951 in Hama) ist ein syrischer Karikaturist.

## Leben

### Beginn als Karikaturist und Kritik an Korruption
Ali Ferzat begann mit seiner Arbeit als Karikaturist bereits mit 14 Jahren bei der syrischen Tageszeitung Al-Ayyam und ging 1969 zur Al-Thawra. Von 1970 bis 1973 studierte er an der Fakultät der Künste in Damaskus. Während der zweiten Hälfte der 1970er Jahre arbeitete Ali Ferzat bei der regierungsnahen Zeitung Tishreen und publizierte vor allem Karikaturen zum israelisch-palästinensischen Konflikt, die ihn in der arabischen Welt und darüber hinaus bekannt machten. 1979 gewann er beim Berlin International Intergraphic Festival den ersten Preis und er zeichnete für internationale Zeitungen wie etwa der französischen Tageszeitung Le Monde.
Seine kritischen Karikaturen führten jedoch auch zu Anfeindungen. So erhielt er eine Todesdrohung des irakischen Machthabers Saddam Hussein nach einer Ausstellung seiner Zeichnungen in Paris. Er wurde zudem über Jahre mit Einreiseverboten in Jordanien, Libyen und dem Irak belegt. Auch in seinem Heimatland Syrien kritisierte er die Regierung. Nach dem Amtsantritt von Baschar al-Assad 2000 konnte Ferzat ein Satireblatt Al-Dumari (Der Laternenanzünder) herausgeben, ehe es 2003 wegen seiner Kritik an der Korruption in Kreisen der Regierung verboten wurde. Im Internet und in Karikaturen setzte er seine Kritik fort.

## Auszeichnungen

### 2011: Überfall und Auszeichnung durch Reporter ohne Grenzen
Am 25. August 2011 wurde Ferzat in Damaskus von Bewaffneten verschleppt und brutal verprügelt. Besonders starke Verletzungen erlitt Ferzat dabei an seinen Händen, eine Hand war gebrochen. Oppositionsvertreter sowie die US-Regierung machten öffentlich die syrischen Behörden für den Überfall verantwortlich. Kurze Zeit nach dem Überfall floh Ferzat nach Kuwait, wo er heute im Exil lebt.
Für seine kritische Arbeit wurde Ferzat Anfang Dezember 2011 von der Organisation Reporter ohne Grenzen mit dem ROG-Preis für Pressefreiheit als „Journalist des Jahres“ ausgezeichnet.

### 2011: Sacharow-Preis für geistige Freiheit
Als Preisträger für seinen Einsatz  für Pressefreiheit und sein Engagement während des Arabischen Frühlings bereits 2011 bestimmt, konnte er den Preis erst am 10. Oktober 2012 nach seiner Flucht und dem Exil in Kuwait und Katar bei einem Besuch im Europaparlament in Brüssel entgegennehmen.

### 2013: Václav-Havel-Preis für kreativen Dissens
Verleihung des Preises der Human Rights Foundation am Rande der dreitägigen Konferenz zu Menschenrechten Oslo Freedom Forum für sein Engagement für Pressefreiheit und als einem der wichtigsten Akteure während des Arabischen Frühlings.